# Тугдамме
Тугдамме — киммерийский царь середины VII века до н. э. В разных вариантах называем Лигдамид (Лигдамис, др.-греч. Λύγδαμις) и аккадское Дугдамми (Дугдамме).

## Биография
Первое упоминание о Тугдамме относится к атаке на греческие города на побережье Малой Азии. В 653 году до н. э. начал наступление на Ассирийскую империю. Ассирийские надписи говорят о нём, называя Царём саков и гутиев (к этому периоду слово, вероятно, обозначало уже просто «варвары»), вместе с тем другой его титул — Сар Киссати, с ассирийского переводится как царь Киша или царь мира, имея в виду обширные владения Тугдамме. Он также упоминается как царь Умман Манды. Историк Фриц Хоммель предполагал, что Сандакшатра являлся прямым потомком Тугдамме, также как и его сын — Иштивегу. Сами Сандакшатра и Иштивегу идентифицировались Хоммелем, с Киаксаром и Астиагом соответственно, а Тугдамме — с Фраортом.
Тугдамме оказался самым деятельным из известных киммерийцев. К его заслугам принадлежит захват Лидии в 644 году до н. э., где в Сардах был убит киммерийцами царь Гиг, а также захват некоторых городов Ионии, в том числе и Эфеса. Согласно Архилоху, в Эфесе киммерийцы разорили храм Артемиды. Жители соседних ионийских городов поспешили перебраться на острова, недоступные для киммерийской конницы. Но это не помешало Дугдамме захватить Магнесию. Опорным пунктом завоевателей на западе Анатолии стал Антандр, который впоследствии даже получил название Киммерида. Но для постоянного расселения своих соплеменников Тугдамме выбрал более отдаленную Каппадокию (арм. Գամիրք, Гамирк). Отсюда он совершал нападения на Сирию и Ассирию, провозгласив себя «повелителем вселенной». Страбон сообщает, что Лигдамид был побеждён и убит в Киликии, а киммерийцы были изгнаны царём скифов Мадием в 620-е годы до н. э. Ашшурбанипал говорил, что Тугдамме победил Мардук, исходя из этого, некоторые исследователи считают, что под Мардуком подразумевался именно Мадий. Тугдамме погиб от болезни на ассирийской границе в Табале в 641 году до н. э. Ему наследовал Сандакшатра.